# ФК Черно Море
ПФК Черно Море (буг. ПФК Черно Море Варна) је бугарски професионални фудбалски клуб из града Варне, и тренутно се такмичи у највишем бугарском фудбалском такмичењу, Првој лиги Бугарске. Званично је основан 3 марта 1913 као Туристички Омладински савез "Тича". Черно Море је добило назив по Црном мору, и фудбалски клуб је такође познат по надимку Морнари. Стадион Черног Мора је Тича стадион који има капацитет од 8,250 места за седење. Као један од релативно успешнијих клубова у Бугарском фудбалу ван главног града Софије, Морнари су освојили Бугарски шампионат 4 пута, и то 1925, 1926, 1934 и 1938 , као и Бугарски куп и Суперкуп једном у 2015.

## Историја

### Ране године (1909-1944)
Најранији претходник клуба је ФК "Спортист", основан у лето 1909 који је 24 маја 1914 постао фудбалски тим Туристичког Омладинског савеза "Тича" (основаног 3 марта 1913). Чланови обе организације су били школски момци из првог разреда мушке средње школе у Варни. "Тича" је већ била регистрована на суду и већ је имала своју повељу одобрену од стране наставничког већа. Ово је разлог зашто је датум 3 март 1913 одабран за званичан датум оснивања клуба, са чим се многи навијачи клуба не слажу, знајући да фудбалски клуб постоји већ од 1909.
21 фебруара 1919 Омладински Туристички и Спортски савез је преименован у спортски клуб, јер су многи чланови матурирали у школи али су и даље желели да остану у клубу. Такође у 1919 фудбалски тим СК "Тиче" одиграо је своје прве утакмице против Софијских тимова "Славије" и "Левског", и нанео им поразе од 3:0 и 4:1 у Варни и 1:0 у Софији (узвратна утакмица против Левског није одиграна) . У 1919 СК Тича је објавио прву књигу фудбалских правила, коју је написао члан и оснивач ФК "Спортист" Стефан Тончев који је погинуо у борбама у Првом светском рату 1916 .
У 1921 Спортски клуб "Гранит" је напустио колективно чланство са СК "Тича" због финансијских несугласица и променио је своје име у СК "Владислав" по пољском краљу који је погинуо у бици за ослобођење Варне од Отоманске војске. СК "Владислав" је постао један од најуспешнијих клубова у Бугарској историји пре Другог светског рата, освојивши прво бугарско првенство (Краљев куп) 1925 и такође је постао први тим у краљевству који је освојио Краљев куп три пута.
"Тича" је освојила првенство једном у 1938.

### Комунистичка ера (1944-1989)
Са успостављањем комунистичке владавине у Бугарској после Другог светског рата, значајне промене су се десиле које су имале утицаја на све клубове у Народној Републици и то без изузетка. Све то, да би одговарало новој визији нове комунистичке владе. "Тича" и "Владислав" су се спојили 18 фебруара 1945 са свом својом доступном имовином и ново име клуба је било "Тича-Владислав" (Т-В). Извршавали су наређења новооснованог Националног комитета за спорт да тимови које се нису подвргли спајању неће бити регистровани. Важна ствар у вези спајања ова два клуба, и тврдње навијача Черног мора који су постали од њих, је да то није био резултат банкротства, несолвентности, великог дуга или било ког другог кршења правила, већ резултат одлуке политичке партије која је имала апсолутну и неограничену моћ, и која је просто одлучила да је превише клубова у граду Варни и да њихов број треба да се смањи. Под овим околностима клубови су морали да траже одговарајуће делове власти који би им пружили подршку. На овај начин Т-В је пао под контролу Министарства одбране који је променио име клуба у Ботев и после годину дана у ВМС (морнарички тим). Те године је постао и надимак морнари који је и дан данас у употреби.
1950 ВМС је послат у Групу В (трећи ниво) административном одлуком јер је било само једно место за војне тимове у групи А (први ниво), које је заузимала Софија.
У 1951 тим је прешао у Групу Б такође административном одлуком и идуће године је изборио пласман у Групу А.
1953 је једна од најуспешнијих за морнаре у новооснованом поретку кад је ВМС завршио на трећем месту иза два Софијска фаворита.
Име клуба је мењано скоро годишње у СКНА, ВМС и "Ботев" па опет у ВМС све до 1959 када је после спајања са мањим тимом "Черно море", име је усвојено и остаје на снази и данас.
У шездестим први тренер и бивши играч СК "Владислава" Иван Моканов је окупио јак тим који је било тешко победити али није освојио нити један пехар. Неколико чувених пријатељских утакмица је одиграно, нпр. "Ајакс" из Аместердама је побеђен са 3:1 у Варни 8 јуна 1966 где је млади Јохан Кројф постигао почасни гол за "Ајакс".
Победе на "Дерби Каунтијем", "Шефилд Венздејом" и другопласираним тимом прве енглеске дивизије "Нотингемом Форестом" (13 август 1966) су уследиле.
У сезони 1981-82 тим је завршио као 4 и квалификовао се за Интертото куп. У групи са Стандардом из Лијежа (2:0, 0:3), "Бајер" Леверкузеном (1:1, 1:3) и "Хвидидовреом" (2:0, 1:1) Черно море је заузело треће место. У локалним такмичењима "Черно море" се пласирало у финале Купа совјетске армије два пута, 1985 и 1988, али је оба пута изгубило у финалу.

### Проблеми деведесетих
Пад социјализма у Бугарској у 1989 и успостављање демократије донео је нове тешкоће за бугарске фудбалске клубове. Прелаз између организација које је подржавала држава ка телима у поседу приватника је утицао да многи традиционални фудбалски клубови начисто нестану, док су остали приморани да прогласе банкрот, да би се потом вратили стекавши лиценце од мањих клубова. "Черно море" је избегло било какву административну промену и сачувало је своје име и историју, али је провело шест узастопних сезона у другој лиги. Испало је у сезони 1989-90 и поново у 1993-94 и суочило се са огромним финансијским потешкоћама, и једно време током сезоне 1998-99, клуб се нашао на ивици испадања у трећу дивизију бугарског фудбала. Упркос томе што су били у Групи Б, Черно море је продало свог најбољег играча из сопствене школе фудбала Илијана Илијева "Левском" из Софије за тадашњи бугарски рекорд од 2 милиона лева (60 000 фунти) у 1991. Илијев је касније продат из "Левског" у "Бенфику". Ствари су почеле да се побољшавају 1998 са новим председником и будућим министром спорта Красијеном Кралевим који је преобразио клуб у деоничарско друштво

### Нови миленијум
Нови миленијум је видео да се клуб потврђује у највишем рангу такмичења у земљи. Морнари су провели већину 90тих у Бугарској другој лиги пре него што је осигурао прелазак у виши ранг на крају 1999-2000 сезоне, завршивши низ од шест узастопних сезона у другој лиги. "Черно море" је преживело борбу за опстанак у прве две сезоне натраг у првој лиги и онда је постао клуб који редовно завршава сезону у горњој половини табеле. У 2002 Кралев је убедио бизнисмена Илију Павлова да купи клуб. Павлов је имао идеје о развоју клуба и преображају у једног од лидера бугарског фудбала. Поставио је младог и амбициозног тренера Велислава Вуцова и довео је многе искусне играче као што је голман националог тима Здравко Здравков и неке иностране играче као што су Лусио Вагнер, Дарко Спалевић и интернационалац са Малте Даниел Богдановић. Резултати су убрзо уследили. Победе против шампиона ЦСКА из Софије и Литекса из Ловеча су утицале да се тим попне на табели. Прича о успеху је дошла до наглог краја убиством Илије Павлова 7 марта 2003. Уследили су месеци несигурности, и једног тренутка само постојање клуба је било под знаком питања све док Бугарско деоничарско друштво Химимпорт није остварило власништво над клубом 2004. У сезони 2007-08 Морнари су завршили као пети у Првој Лиги и кавлификовали су се за следећу сезону Купа УЕФА због проблема ЦСКА Софије око лиценце. Вођени од капитена Алекса наступали су изнад очекивања поразивши УЕ Санта Јулију из Андоре у првом квалификационом колу (9-0 укупни резултат) и "Макаби" Нетању из Израела у другом квалификационом колу (3-1 укупни резултат). Черно море се потом састало са Немачким тимом ВфБ Штутгарт у првом колу и било је елиминисано после пораза од 1-2 код куће и изненађујућег ремија 2-2 у Штутгарту, и то након вођства 2-0 све до 85 минута утакмице. Током исте сезоне тим је успешно завршио на трећем месту Прве Лиге, и квалификовао се за новоформирано Европско фудбалско такмичење, Лигу Европе. У сезони 2009-10, Черно море је почело своју кампању у УЕФА Европској лиги поразивши Искра-Стал из Молдавије у другом квалификационом колу (4-0 укупни резултат).  Потом, жребом је извучено да играју против Холандске моћне екипе ПСВ Ајндховен у трећем квалификационом колу. Тим из Варне је елиминисан после пораза од 0-1 у Ајндховену и још једног пораза од 0-1 на стадиону Лазур у Бургасу. Након што је завршио као трећи у 2008-09, клуб није наставио са тако успешним резулататима у домаћој лиги у следећим сезонама, али је доживео успешан наступ у Бугарском купу током 2014-15 сезоне. Морнари су поразили "Созопољ", "Славију" из Софије, "Локомотиву" из Горње Орјаховице и "Локомотиву" Пловдив на путу до финала против "Левског" из Софије на стадиону Лазур у Бургасу. Упркос томе што су остали са играчем мање од 39 минута и пошто су губили са 0-1, тим је успео да изједначи у зауставном времену захваљујући Бакаријевом волеју и потом је освојио куп након запањујућег ударца Матијаса Кореура у 118 минуту, освојивши тако први трофеј за клуб након Другог светског рата.

## Успеси
- Првак Бугарске(4):
  - 1925, 1926, 1934, 1938[14]
- Куп : 
  - Освајач (1): 2015
  - Финалиста (2): 2006, 2008

## Бивши називи клуба
| Године  | Назив           |
| ------- | --------------- |
| 1909-14 | ФД Спортист     |
| 1914-19 | УТСД Тича       |
| 1919-45 | СК Тича         |
| 1945–47 | Тича-Владислав  |
| 1947-48 | ТВП             |
| 1948–50 | Ботев при ДНА   |
| 1950–55 | ВМС             |
| 1956-57 | СКНА            |
| 1957-59 | АСК Ботев       |
| 1959-69 | АСК Черно Море  |
| 1969-85 | ФСФД Черно Море |
| 1985-   | ФК Черно Море   |

## Черно Море у европским такмичењима
| Сезона  | Такмичење     | Коло          | Земља              | Клуб                    | Резултат |
| ------- | ------------- | ------------- | ------------------ | ----------------------- | -------- |
| 1982    | Интертото куп | Група         | Белгија            | Стандард                | 2:0, 1:3 |
| 2007    | Интертото куп | 2.коло        | Северна Македонија | Македонија Ђорче Петров | 4:0, 3:0 |
|         |               | 3.коло        | Италија            | Сампдорија              | 0:1, 0:1 |
| 2008/09 | УЕФА куп      | Квалификације | Андора             | Сант Ђулија             | 4:0, 5:0 |
|         |               | Квалификације | Израел             | Макаби Нетања           | 1:1, 2:0 |
|         |               | 1.коло        | Њемачка            | Штутгарт                | 1:2, 2:2 |
| 2009/10 | Лига Европе   | Квалификације | Молдавија          | ФК Искра-Стал Рибница   | 1:0, 3:0 |
|         |               | Квалификације | Холандија          | ПСВ                     | 0:1, 0:1 |
| 2015/16 | Лига Европе   | Квалификације | Белорусија         | Динамо Минск            | 1:1, 0:4 |